# 史崇礼
史崇礼（628年—669年5月27日），本姓阿史那氏，河南郡洛阳县（今河南省洛阳市东）人，唐朝官员。

## 生平
史崇礼以左勋卫为起家官，袭爵弓高侯，出任许王李孝府参军事。麟德二年（665年），史崇礼出任左典戎卫广济府果毅都尉。总章二年四月廿二日（669年5月27日），史崇礼因病在雍州泾阳县广济里广济府官府中去世，虚岁四十一，总章三年岁次庚午正月乙亥朔廿三日丁酉（670年2月18日）葬于明堂县洪源乡少陵原。

## 家庭

### 曾祖
- 乙史波罗可汗，阿史那摄图，北周驸马都尉、左右骁卫大将军、上柱国、雁门公[1]

### 祖父
- 阿史那实，隋朝右武卫大将军、上柱国、康国公，唐朝赠予本官[1]

### 父亲
- 史善应，隋朝左右光禄大夫、左武卫武牙郎将，唐朝左翊卫中郎将、银青光禄大夫、使持节北抚州都督抚州诸军事、左卫将军、弓高县开国侯，食邑七百户[1]